# Haeckelia bimaculata
Haeckelia bimaculata är en kammanetart som beskrevs av Carré 1989. Haeckelia bimaculata ingår i släktet Haeckelia och familjen Haeckeliidae. Inga underarter finns listade i Catalogue of Life.